# Rue Isabey (Paris)
Pour les articles homonymes, voir Rue Isabey.
La rue Isabey est une voie du 16e arrondissement de Paris, en France.

## Situation et accès
La rue Isabey est une voie publique située dans le 16e arrondissement de Paris. Elle débute au 48 bis, rue d'Auteuil et se termine au 15-19, rue Poussin.

## Origine du nom

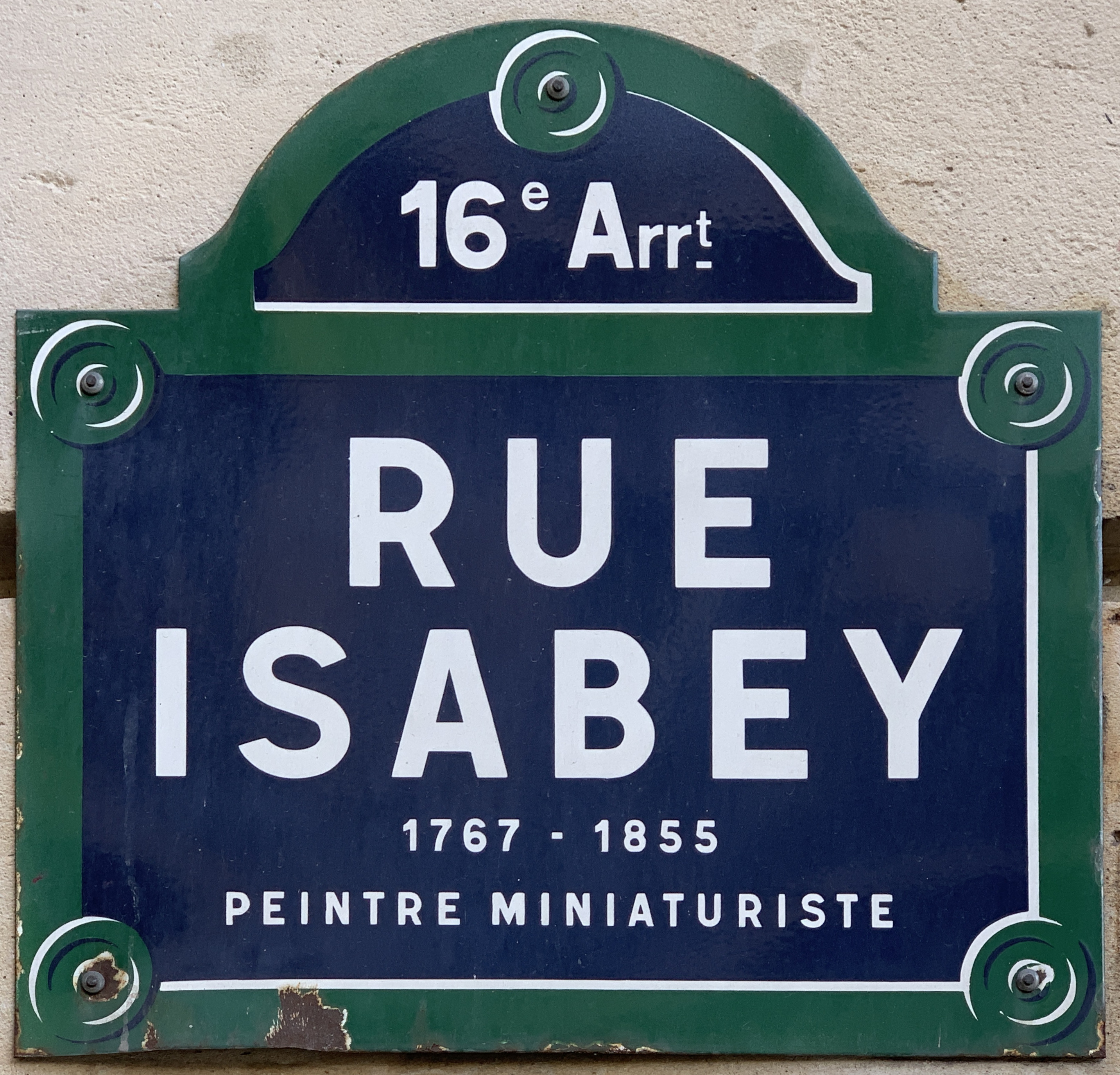
Plaque de la rue.

Elle doit son nom au peintre Jean-Baptiste Isabey (1767-1855).

## Historique
Cette voie est ouverte par la ville de Paris sous sa dénomination actuelle par décret du 2 mars 1867 pour ceinturer le marché couvert d'Auteuil, nouvelle construction remplaçant un premier marché créé en 1826. Il est supprimé en 1899. Son entrée se trouvait au niveau des no 48-48 bis rue d'Auteuil. Il était aussi longé par la rue Girodet, ouverte au même moment que la rue Isabey,.